# Метеор (завод)
АО Завод «Метеор» — предприятие радиоэлектронной промышленности, созданное в 1959 году в городе Волжский. Разрабатывает и производит кварцевую пьезотехнику и изделия на их основе. Входит в холдинговую компанию «Росэлектроника» Государственной корпорации «Ростех».
Миссия: «Стремясь к новациям и совершенству, вкладывать все знания и силы в то, чтобы продукция наших партнёров всегда помогала людям, и мы получали справедливое вознаграждение».
Из-за вторжения России на Украину предприятие находится под международными санкциями Евросоюза, США и ряда других стран.

## Собственность
Согласно ОКФС предприятие — смешанная российская собственность с долей федеральной собственности, по ОКОПФ открытое акционерное общество. Хозяйство компании добровольно объединено из государственных предприятий.
Зарегистрировано как АО «Завод „Метеор“» 22 ноября 2002 года по адресу Волгоградская обл, Волжский, ул. Горького, д. 1. За 2016 год прибыль компании составила 24,383 млн руб.
Уставной капитал на 2016 год 7988,6 тыс. российских рублей. На предприятии работает 474 человек.

## Деятельность

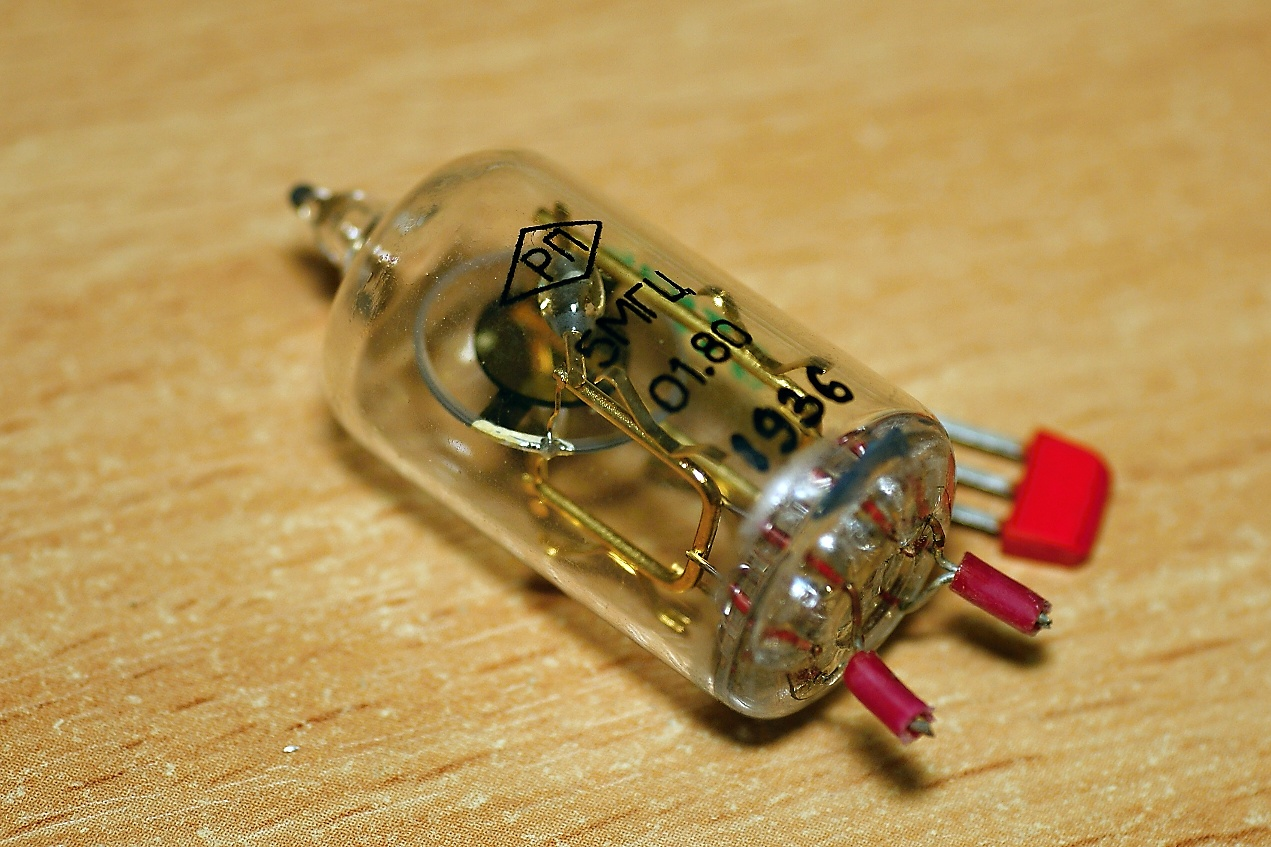
Кварцевый резонатор со встроенным термостатом производства завода «Метеор». Ромб с литерами РП — заводское клеймо 1966—1989 годов

Основной деятельностью компании является разработка и производство  кварцевых пьезоэлектрических резонаторов и генераторов . Дополнительно предприятие может заниматься ремонтом и техническим обслуживанием судов и лодок; оптовой и розничной торговлей радио-, теле- и видеоаппаратурой и аппаратурой для DVD, офисной техникой и оборудованием; разработкой проектов промышленных процессов и производств, электротехники, электронной техники, горному делу, химической технологии, машиностроения, а также в областях промышленного строительства, системотехники и техники безопасности. Проводить научные исследования и разработки в области естественных и технических наук.
В годовом отчёте «Метеор» указывает основных конкурентов, среди которых российские ОАО «Морион», ГП «Пьезо», ОАО «Лит-Фонон»; и зарубежные Jauch (Германия), Geyer (Германия), Golledge (Англия), Epson (Япония).
Максимально допустимая проектная мощность 850 000 изделий в год.
Приоритетной деятельностью «Метеор» в годовом отчёте выделяет техническую модернизацию производства, повышение доли присутствия на рынке ВЧ и СВЧ, через освоения производства новых изделий и повышение мощности производства уже существующих. А также повышение производительности труда, организации энергоэффективного производства и внедрения технологии бережливого производства.

## История
Завод был основан в 1959 году. Первой продукцией стал кварцевый резонатор «Астра» уже на следующий год.
На «Метеоре» впервые в СССР было освоено производство резонаторов типа КБ (HC-27/U) и КА (HC-29/U).
К концу 1980-х годов завод «Метеор» оставался самым крупным в стране производителем кварцевых резонаторов и фильтров которыми комплектовалось более 50 % производимой радиоаппаратуры в стране. В 1989 г. предприятии работало 5500 человек (что составляло более 7 % трудоспособного населения города), предприятие являлось одним из градообразующих.
Продукцией завода комплектовались и комплектуются в настоящее время космические корабли, воздушные, надводные и подводные суда, ракетные установки.
Завод обеспечивает сквозной цикл от проектирования до серийного производства кварцевых резонаторов, фильтров и генераторов, включая изготовление кристаллических элементов и корпусов изделий.
АО «Завод „Метеор“» имеет лицензии Министерства экономики РФ на разработку и производство изделий пьезоэлектроники. Система качества сертифицирована в соответствии с требованиями систем сертификации Военэлектронсерт и ISO 9001.
Юрий Витальевич Валов на внеочередном общем собрании акционеров 19 декабря 2013 года избран генеральным директором. До 14 октября 2016 года Юрий Валерьевич на три года передал функции исполнительного органа АО «НПП „Исток“ им. А. И. Шокина».
С июля 2006 года «Метеор» является членом Негосударственного Некоммерческого Партнерства «Волжская торгово-промышленная палата». С конца 2006 года член Некоммерческого партнерства «Совет директоров предприятий и организаций Волгоградской области». С 2009 года член «Союза машиностроителей России». С 2012 года член Некоммерческой организации «Ассоциация «Лига содействия оборонным предприятиям».
АО «Завод «Метеор» не имеет энергоемких производств, но в 2016 году потребление энергоносителей незначительно снизилось, по причине проведения энергосберегающих мероприятий.

## Финансовые показатели
| Показатель                                                             | Тыс. российских рублей | Тыс. российских рублей | Тыс. российских рублей |
| Показатель                                                             | 2016                   | 2015                   | 2014                   |
| ---------------------------------------------------------------------- | ---------------------- | ---------------------- | ---------------------- |
| Внеоборотные активы                                                    | 207 594                | 227 912                | 241 606                |
| Нематериальные активы                                                  | 32                     | 35                     | 38                     |
| Результаты исследований и разработок                                   | 4947                   | 4519                   | 4019                   |
| Основные средства                                                      | 187 967                | 214 833                | 235 395                |
| Финансовые вложения                                                    | 6118                   | 6092                   |                        |
| Отложенные налоговые активы                                            | 2776                   | 2433                   | 2154                   |
| Запасы                                                                 | 130 513                | 138 206                | 101 360                |
| Налог на добавленную стоимость по приобретенным ценностям              | 24                     | 249                    | 43                     |
| Дебиторская задолженность                                              | 53 386                 | 21 468                 | 20 154                 |
| Денежные средства и денежные эквиваленты                               | 150 740                | 82 911                 | 130 721                |
| Прочие оборотные активы                                                | 33                     | 33                     | 33                     |
| Уставный капитал (складочный капитал, уставный фонд, вклады товарищей) | 12 495                 | 12 495                 | 12 495                 |
| Переоценка внеоборотных активов                                        | 18 163                 | 18 178                 | 18 192                 |
| Добавочный капитал (без переоценки)                                    | 135 648                | 135 648                | 135 648                |
| Резервный капитал                                                      | 625                    | 2010                   | 2010                   |
| Нераспределенная прибыль (непокрытый убыток)                           | 204 198                | 197 109                | 159 536                |
| Отложенные налоговые обязательства                                     | 15 915                 | 17 497                 | 13 964                 |
| Кредиторская задолженность                                             | 146 136                | 78 821                 | 144 057                |
| Баланс (актив)                                                         | 542 290                | 470 779                | 493 917                |
| Баланс (пассив)                                                        | 542 290                | 470 779                | 493 917                |
| Валовая прибыль (убыток)                                               | 145 357                | 155 038                | 144 973                |
| Выручка                                                                | 422 220                | 388 065                | 371 744                |
| Себестоимость продаж                                                   | -276 863               | -233 027               | -226 771               |
| Прибыль (убыток) от продаж                                             | 44 526                 | 56 477                 | 51 453                 |
| Коммерческие расходы                                                   | -6679                  | -6296                  | -5450                  |
| Управленческие расходы                                                 | -94 152                | -92 265                | -88 070                |
| Прибыль (убыток) до налогообложения                                    | 33 539                 | 50 405                 | 67 585                 |
| Проценты к получению                                                   | 6858                   | 11 324                 | 3778                   |
| Проценты к уплате                                                      | -158                   | -385                   | -731                   |
| Прочие доходы                                                          | 1610                   | 4935                   | 44 467                 |
| Прочие расходы                                                         | -19 297                | -21 946                | -31 382                |
| Чистая прибыль (убыток)                                                | 24 383                 | 37 851                 | 51 323                 |
| Текущий налог на прибыль                                               | -11 082                | -9225                  | -11 440                |
| Совокупный финансовый результат периода                                | 24 383                 | 37 851                 | 25 730                 |
| Фонд начисленной заработной платы работников за отчетный период        | 173 064                |                        | 142 620                |
| Выплаты социального характера работников за отчетный период            | 6002                   |                        | 6233                   |

## Госзакупки
| Дата       | Сумма            |
| ---------- | ---------------- |
| 07.11.2016 | 83 800 000 руб.  |
| 07.11.2016 | 114 600 000 руб. |
| 18.06.2012 | 61 000 000 руб.  |
| 07.12.2011 | 50 000 000 руб.  |
| 22.11.2011 | 45 000 000 руб.  |
| 14.12.2010 | 200 000 руб.     |

## Потребление энергоресурсов
| Вид ресурса. Единица измерения. | Объём потребления | Объём потребления | Объём потребления | Объём потребления |
| Вид ресурса. Единица измерения. | 2015              | 2015              | 2016              | 2016              |
| Вид ресурса. Единица измерения. | Потребление       | Оплата            | Потребление       | Оплата            |
| ------------------------------- | ----------------- | ----------------- | ----------------- | ----------------- |
| Электрическая энергия. МВт.ч.   | 2786,2            | 14007,8           | 2677,6            | 14226,8           |
| Тепловая энергия. Гкал.         | 4399,6            | 4628,3            | 3540,02           | 4110,8            |
| Бензин. т.                      | 11,5              | 483,9             | 12,07             | 550,5             |
| Дизельное топливо. т.           | 1,7               | 62,6              | 1,6               | 58,5              |
| Газ. 1000 м.куб.                | 38,8              | 277,7             | 1,1               | 6,3               |